# Nimapada
Nimapada (o Nimapara, Nimaparha) è una città dell'India di 16 914 abitanti, situata nel distretto di Puri, nello stato federato dell'Orissa. In base al numero di abitanti la città rientra nella classe IV (da 10 000 a 19 999 persone).

## Geografia fisica
La città è situata a 20° 4' 0 N e 86° 1' 0 E e ha un'altitudine di 7 m s.l.m..

## Società

### Evoluzione demografica
Al censimento del 2001 la popolazione di Nimapada assommava a 16 914 persone, delle quali 8 730 maschi e 8 184 femmine. I bambini di età inferiore o uguale ai sei anni assommavano a 1 697, dei quali 906 maschi e 791 femmine. Infine, coloro che erano in grado di saper almeno leggere e scrivere erano 13 104, dei quali 7 182 maschi e 5 922 femmine.